# Platycarpum negrense
Platycarpum negrense är en måreväxtart som beskrevs av Adolpho Ducke. Platycarpum negrense ingår i släktet Platycarpum och familjen måreväxter.

## Underarter
Arten delas in i följande underarter:
- P. n. glaucum
- P. n. negrense